# Guerge
La Guerge (ou le Guerge) est une rivière française de Bretagne et de Normandie, affluent du Couesnon en rive droite, dans les départements d'Ille-et-Vilaine et de la Manche.

## Géographie
La Guerge prend sa source en bordure du territoire de Montours et prend la direction du nord puis de l'ouest. Arrivée au village de Valaine (Le Ferré), elle reprend la direction du nord jusqu'aux abords de Saint-James où elle infléchit son cours à nouveau vers l'ouest jusqu'à sa confluence avec le Couesnon, à Sacey, qu'elle atteint après un parcours de 25,7 km entre Avranchin et Coglais.

## Bassin et affluents
Le bassin versant de la Guerge avoisine les bassins de trois autres affluents du Couesnon : au sud celui du Tronçon, au sud-est celui de la Loisance et au nord celui du Loison. À l'est et au nord-est, il est voisin du bassin de la Sélune par son affluent le Beuvron. Le confluent avec le Couesnon est à l'ouest du bassin.